# Bernd Schneider
Bernd Schneider,  född 17 november 1973 i Jena, är en tysk före detta professionell fotbollsspelare.
Schneider spelade som offensiv mittfältare och var en av Tysklands främsta spelare på den positionen i början av 2000-talet. Genombrottet kom i en kvalmatch mot Ukraina 2001 och han var efter det given i truppen till VM 2002. Under VM-slutspelet 2002 var Schneider en av Tysklands bästa spelare. 
I Bayer Leverkusen hade Schneider stora framgångar med flera topplaceringar och en final i Champions league 2001/2002. Däremot vann han aldrig några titlar i klubblaget. 

## Meriter
- 81 A-landskamper för Tyskland (1999-2008)
- VM i fotboll: 2002, 2006
  - VM-silver 2002
  - VM-brons 2006
- EM i fotboll: 2004
- Uefa Champions League: final 2002
- DFB-pokal: final 2002